# Biaksångsmyg
Biaksångsmyg (Gerygone hypoxantha) är en fågel i familjen taggnäbbar inom ordningen tättingar.

## Utseende och läten
Biaksångsmygen är en liten (10 cm) och diskret fågel. Undersidan är ljusgul, ovansidan musgråbrun. På huvudet syns vit tygel och en bruten ögonring. Näbben är relativt lång, dock inte lika kraftig som hos långnäbbad sångsmyg. Den är vanligen tystlåten, vilket gör den svår att lokalisera.

## Utbredning och systematik
Fågeln förekommer enbart på ön Biak utanför nordvästra Nya Guinea. Vissa behandlar den som underart till långnäbbad sångsmyg (G. magnirostris).

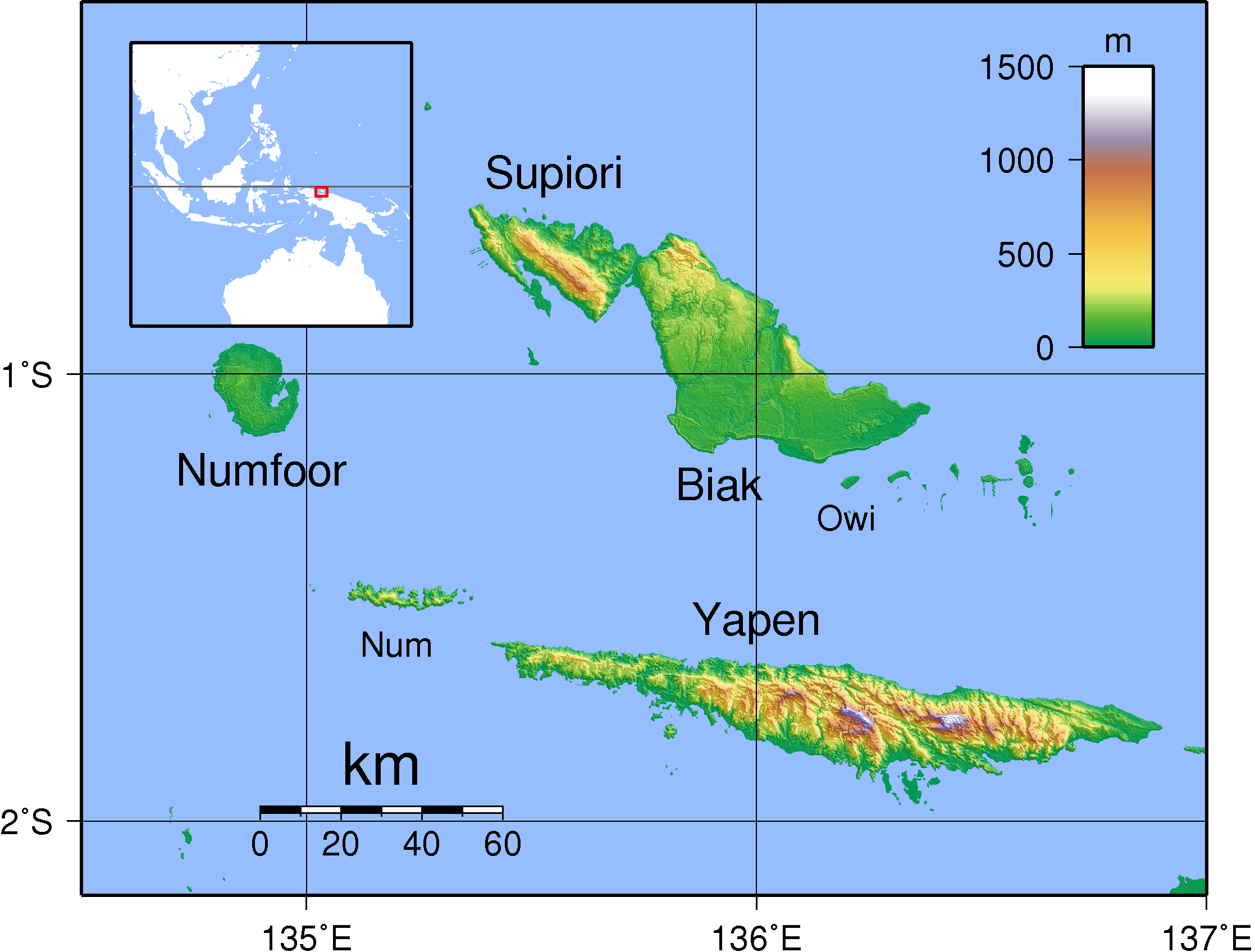
Biak med närliggande öar.

## Status och hot
Biaksångsmygen har ett mycket litet utbredningsområde, men beståndet är relativt stort, uppskattat till mellan 15 000 och 45 000 vuxna individer. Den tros minska i antal till följd av habitatförlust, dock inte tillräckligt fort för att anses vara hotad. Internationella naturvårdsunionen IUCN kategoriserar den som nära hotad (NT).